# Ivo Buratović
Ivo Buratović (ur. 3 marca 1909 w Račišciu na Korčuli, zm. 11 marca 1971 w Johannesburgu) – chorwacki lekkoatleta reprezentujący Jugosławię, specjalizujący się w biegach płotkarskich, skoku wzwyż i skoku w dal, olimpijczyk.
Buratović w 1934 roku podczas I Mistrzostw Europy w Turynie wziął udział w jednej konkurencji. Na dystansie 110 metrów przez płotki zajął trzecie miejsce w swoim biegu eliminacyjnym i z czasem 15,6 sekundy awansował do półfinału. W półfinale, mimo uzyskania lepszego czasu niż w eliminacjach tj. 15,1 sekundy, zajął czwarte miejsce i odpadł z dalszej rywalizacji. 
Buratović reprezentował Królestwo Jugosławii podczas XI Letnich Igrzyskach Olimpijskich w 1936 roku w Berlinie. W skoku w dal zakończył rywalizację w fazie eliminacyjnej, lecz jego wynik jest nieznany.
Był dwukrotnym mistrzem Bałkanów w skoku wzwyż: w 1929 roku w Atenach z wynikiem 1,75 metra i w 1934 roku w Zagrzebiu z wynikiem 1,80 metra; oraz jednokrotnie w skoku w dal – w 1933 roku w Atenach z wynikiem 6,85 metra. 
Reprezentował barwy zagrzebskiego klubu HŠK Concordia.

## Rekordy życiowe
- skok w dal - 7,18 metra (1933)